# دلفین رودخانه‌ای جنوب آسیا
دلفین رودخانه‌ای جنوب آسیا گونه‌ای دلفین است که در آب‌های شیرین هند و پاکستان زندگی می‌کند. این گونه عضوی از خانواده روددلفین‌واران است که به دو زیرگونه دلفین رودخانه‌ای گنگ و دلفین رودخانه‌ای سند تقسیم می‌شود. دلفین گنگ اغلب در رودخانه‌های گنگ و براهماپوترا و شاخه‌های آن در بنگلادش و هند و نپال زندگی می‌کند، حال آنکه دلفین سند (ایندوس) در رود سند در پاکستان و دو شاخه دیگر آن یافت می‌شود. دلفین رودخانه گنگ از سوی دولت هند جانوری آبزی ملی لقب گرفته است.

## رده‌بندی

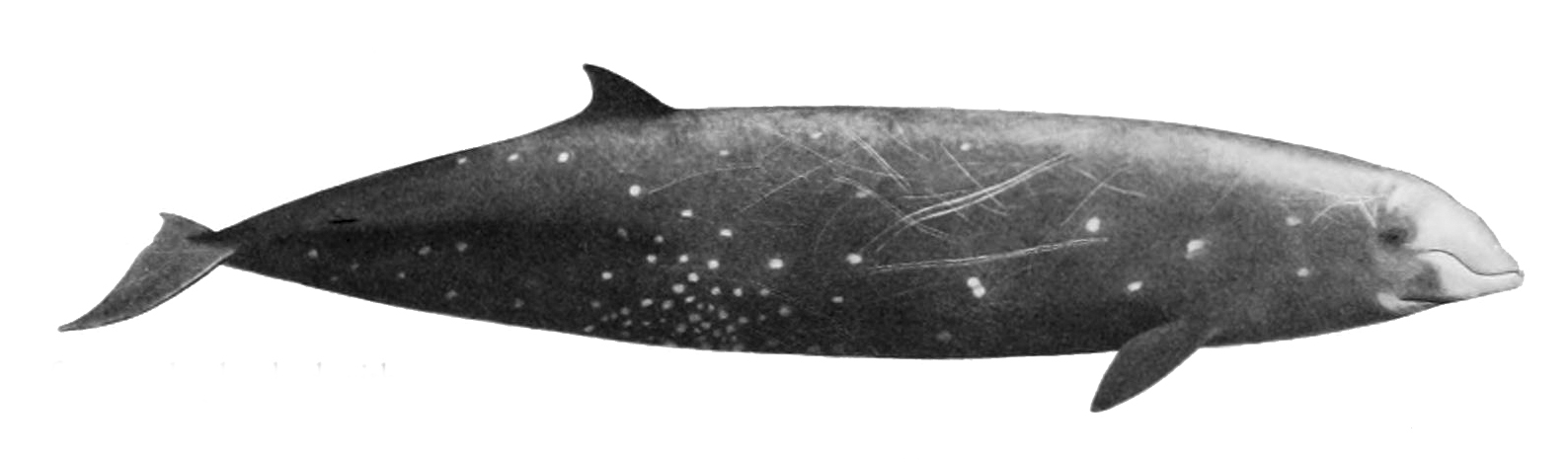
دلفین رودخانه‌ای گنگ و ایندوس

در میان سال‌های دهه ۱۹۷۰ تا ۱۹۹۸، دلفین‌های رودخانه‌های گنگ و سند دو گونه متفاوت در نظر گرفته می‌شدند؛ با این حال در سال ۱۹۹۸، پس از بررسی‌های فیلوژنتیک ملکولی، آن‌ها زیرگونه‌هایی از یک گونه شناخته شدند. هم‌اکنون دو زیرگونه دلفین گنگ (Platanista gangetica gangetica ) و دلفین ایندوس یا سند (Platanista gangetica minor) از سرده کوردلفین‌ها در نظر گرفته می‌شوند. از دیگر نام‌های این دلفین می‌توان به دلفین رودخانه‌ای کور و دلفین جنوب آسیا اشاره کرد.

## توصیف ظاهری

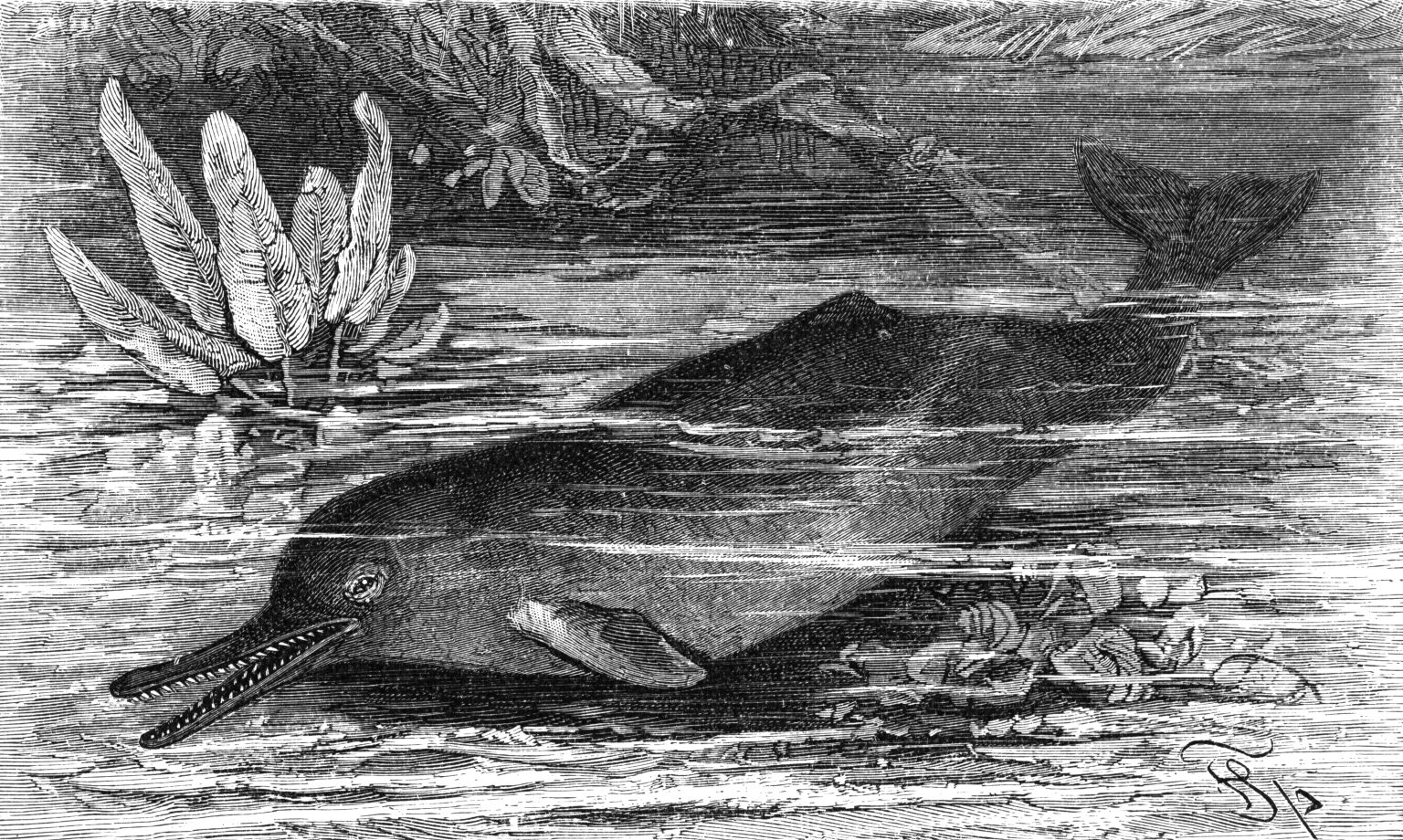
نگاره‌ای از دلفین رودخانه سند.

دلفین‌های رودخانه‌ای گنگ و ایندوس دارای پوزه‌ای دراز هستند که مشخصه‌ی دلفین‌های رودخانه‌ای است. دندان‌های فک بالایی و پایینی این دلفین حتا هنگامی که دهان بسته باشد تشخیص‌پذیرند. دندان دلفین‌های جوان باریک و انحنادار هستند و طولشان به ۲٫۵ سانتی‌متر می‌رسد، اما با افزایش سن دندان‌ها شکل گرد و استخوانی پیدا می‌کنند. این دلفین عدسی چشم ندارد و به نظر نابینا می‌آید، اگرچه می‌تواند تراکم نور و جهت آن را تشخیص دهد. حرکت و پیدا کردن طعمه توسط پژواک‌یابی انجام می‌شود.
به جهت آنکه آن‌ها بر پهلوهای خود شنا می‌کنند، در میان آب‌بازان منحصر به فرد هستند. بدن به رنگ قهوه‌ای است. این دلفین به جای باله پشتی تنها یک زایده مثلثی‌شکل دارد. باله‌های کناری و باله دمی لاغر اما، به نسبت طول بدن، بلند هستند. طول بدن در نرها میان ۲-۲٫۲ متر و ۲٫۴-۲٫۶ متر در ماده‌ها است. بیشترین طول عمر ثبت شده برای یک دلفین گنگ و ایندوس ۲۸ سال بوده است.